# Jan Toorop
Johannes Theodorus "Jan" Toorop je bil nizozemski slikar, *20. december 1858, Purworejo, Nizozemska vzhodna Indija, † 3. marec 1928, Haag, Nizozemska.
Jan Toorop je delal v različnih slogih, vključno s simbolizmom, Art nouveau in pointilizmom. Na njegovo zgodnje delo je vplivalo amsterdamsko gibanje impresionizma.

## Življenjepis
Johannes Theodorus Toorop se je rodil 20. decembra 1858 v mestu Purworejo na otoku Java v Nizozemski Vzhodni Indiji (današnja Indonezija). Njegov oče je bil Christoffel Theodorus Toorop, državni uradnik, njegova mati pa je bila Maria Magdalena Cooke. Bil je tretji od petih otrok in je do svojega devetega leta živel na otoku Bangka blizu Sumatre. Nato so ga poslali v šolo v Batavijo na Javi.
Leta 1869 je zapustil Indonezijo in odšel na Nizozemsko, kjer je študiral v Delftu in Amsterdamu. Leta 1880 je postal študent na Rijksakademie v Amsterdamu. Leta 1883 je spoznal belgijskega slikarja Williama Degouva de Nuncquesa in si nekaj časa delila atelje ter razvila močno prijateljstvo.:230 Od leta 1882 do 1886 je živel v Bruslju, kjer se je pridružil umetniškemu združenju L'Essor, ki je imel za svoj prvotni cilj upor proti konservativnim težnjam umetniških ustanov in krogov v Bruslju. Kasneje se je pridružil bruseljski Les XX (Les Vingts), skupini umetnikov, osredotočenih ikoli Jamesa Ensorja. Toorop je v teh letih delal v različnih slogih, kot so realizem, impresionizem, neoimpresionizem in postimpresionizem.
Po poroki z Britanko Annie Hall leta 1886 je Toorop izmenjeval čas v Haagu, v Angliji in Bruslju, po letu 1890 pa tudi v nizozemskem obmorskem mestu Katwijk aan Zee. V tem obdobju je razvil svoj edinstven simbolistični slog z dinamičnimi, nepredvidljivimi linijami, ki so temeljile na javanskih motivih, visoko stiliziranih vrbovih figurah in ukrivljenih oblikah.
V poznem 19. stoletju (leta 1897) je Toorop 20 let živel v majhni hiši na trgu v obmorskem mestu Domburg, Walcheren, Zeeland. Delal je s skupino kolegov umetnikov, vključno z Marinusom Zwartom in Pietom Mondrianom. Med njimi ni bilo skupnega prizadevanja ali skupnega sloga. Vsak je sledil svoji individualni osebnosti, vendar so svoj navdih iskali v zeelandski svetlobi, v sipinah, gozdovih, plažah in značilni zelandski populaciji. Toorop je bil središče te skupine.
Njegov portret iz romana iz leta 1900 njegove prijateljice Marie Jeanette de Lange je nastal, ko ni nosila modnih (omejevalnih) oblačil in je bil v slogu poentilizma.
Nato se je obrnil k slogom Art nouveau, v katerih se podobna igra linij uporablja za dekorativne namene, brez očitnega simbolnega pomena. Leta 1905 se je spreobrnil v katolištvo in začel ustvarjati nabožna dela. Ustvarjal je tudi knjižne ilustracije, plakate in vitraže.
Skozi svoje življenje je Toorop izdeloval tudi portrete, v formatu skic in kot slike, ki segajo v slogu od zelo realističnega do impresionističnega.
Toorop je umrl 3. marca 1928 v Haagu. Njegova hči Charley Toorop (1891–1955) je bila prav tako slikarka, prav tako njegov vnuk Edgar Fernhout.

## Javne zbirke
Med javnimi zbirkami, ki hranijo dela Jana Tooropa, so:
- Museum de Fundatie] Zwolle, Nizozemska
- Muzej Kröller-Müller v narodnem parku Hoge Veluwe v Otterlu na Nizozemskem

## Galerija
- Portret Annie Toorop-Hall (1885)
- Trio fleuri (1886)
- Morje (1887)
- Po stavki (ok. 1888–1890)
- Broek in Waterland (1889)
- Most v Londonu (1889)
- Nova generacija (1892)
- Tri neveste (1893)
- Poznavalec grafik (dr. Aegidius Timmermann) (1900)
- Portret Marie Jeanette de Lange (1900)
- Nabiralec školjk (1904)
- Sipine in morje v Zoutelande (1907)
- Šelda blizu Veere (1907)
- Portret Johanna Heinricha Schrörsa (1911)
- Portret Otta Lanza (1927)
- Avtoportret(1927)

- Solatno olje Delft (1893)
- Plakat za srečke za Tentoonstelling van Vrouwenarbeid, Haag (1898)
- Naslovnica knjige (1916) Psihe (1898), pravljice Louisa Couperusa
- Življenjska zavarovalnica Arnhem (1900)